# Kiss! Kiss! Kiss!
Pour les articles homonymes, voir Kiss Kiss Kiss.
Singles de Buono!
Renai Rider
(2008) Gachinko de Ikō!
(2008)
Kiss! Kiss! Kiss! est le 3e single du groupe de J-pop Buono!, sorti le 14 mai 2008 au Japon sur le label Pony Canyon. 
Il atteint la 4e place du classement Oricon. Sortent aussi une édition limitée du single avec un DVD bonus, et une version "Single V" (vidéo) un mois plus tard. Les deux chansons du disque servent de génériques à la série anime Shugo Chara, et figureront sur le premier album du groupe, Buono! 2 de 2009. La chanson-titre figurera aussi sur la compilation The Best Buono!, et la chanson en "face B" figurera aussi sur la compilation Shugo Chara! Song Best, toutes deux parues en 2010.

## Titres
CD Single
1. Kiss! Kiss! Kiss!
2. Minna Daisuki (みんなだいすき?)
3. Kiss! Kiss! Kiss! (instrumental)
4. Minna Daisuki (instrumental) (みんなだいすき...?)

DVD de l'édition limitée
1. PV & Jacket Making of Part 1 (PV・ジャケット撮影メイキング Part.1?)

Single V
1. Kiss! Kiss! Kiss! (Music Clip)
2. Kiss! Kiss! Kiss! (Close Up Version)
3. Kiss! Kiss! Kiss! (Dance Shot Version)
4. Kiss! Kiss! Kiss! (Band Version)
5. PV & Jacket Making of Part 2 (PV・ジャケット撮影メイキング Part.2?)